# Richard von Weizsäcker

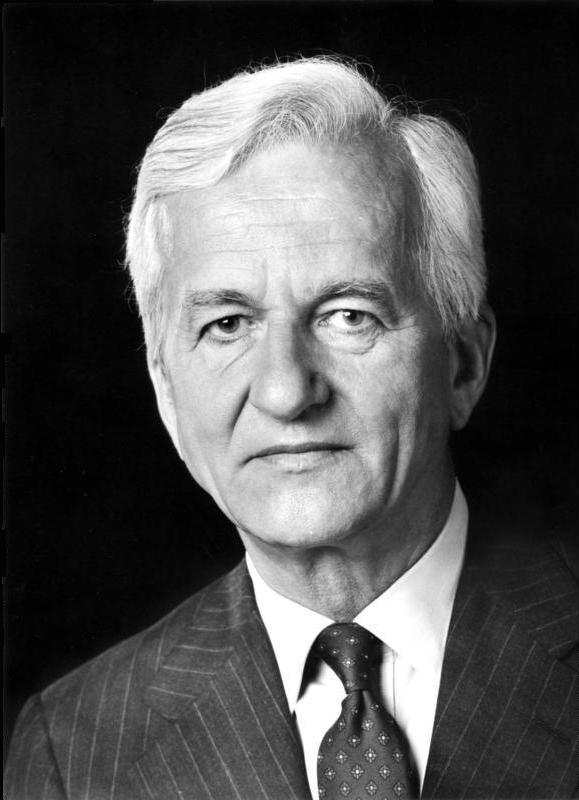
Bundespräsident Richard von Weizsäcker, 1984

Richard Karl Freiherr von Weizsäcker (* 15. April 1920 in Stuttgart; † 31. Januar 2015 in Berlin) war ein deutscher Politiker (CDU). Er war von 1979 bis 1981 Vizepräsident des Deutschen Bundestages und von 1981 bis 1984 Regierender Bürgermeister von Berlin. Von 1984 bis 1994 war er der sechste Bundespräsident der Bundesrepublik Deutschland. 1985 führte er mit seiner Ansprache zum 40. Jahrestag der Beendigung des Krieges in Europa und der nationalsozialistischen Gewaltherrschaft einen Paradigmenwechsel der deutschen Vergangenheitspolitik herbei, indem er den 8. Mai 1945 als Tag der Befreiung würdigte. In seiner zweiten Amtszeit wurde er 1990 das erste Staatsoberhaupt des wiedervereinten Deutschlands.

## Leben

### Familie

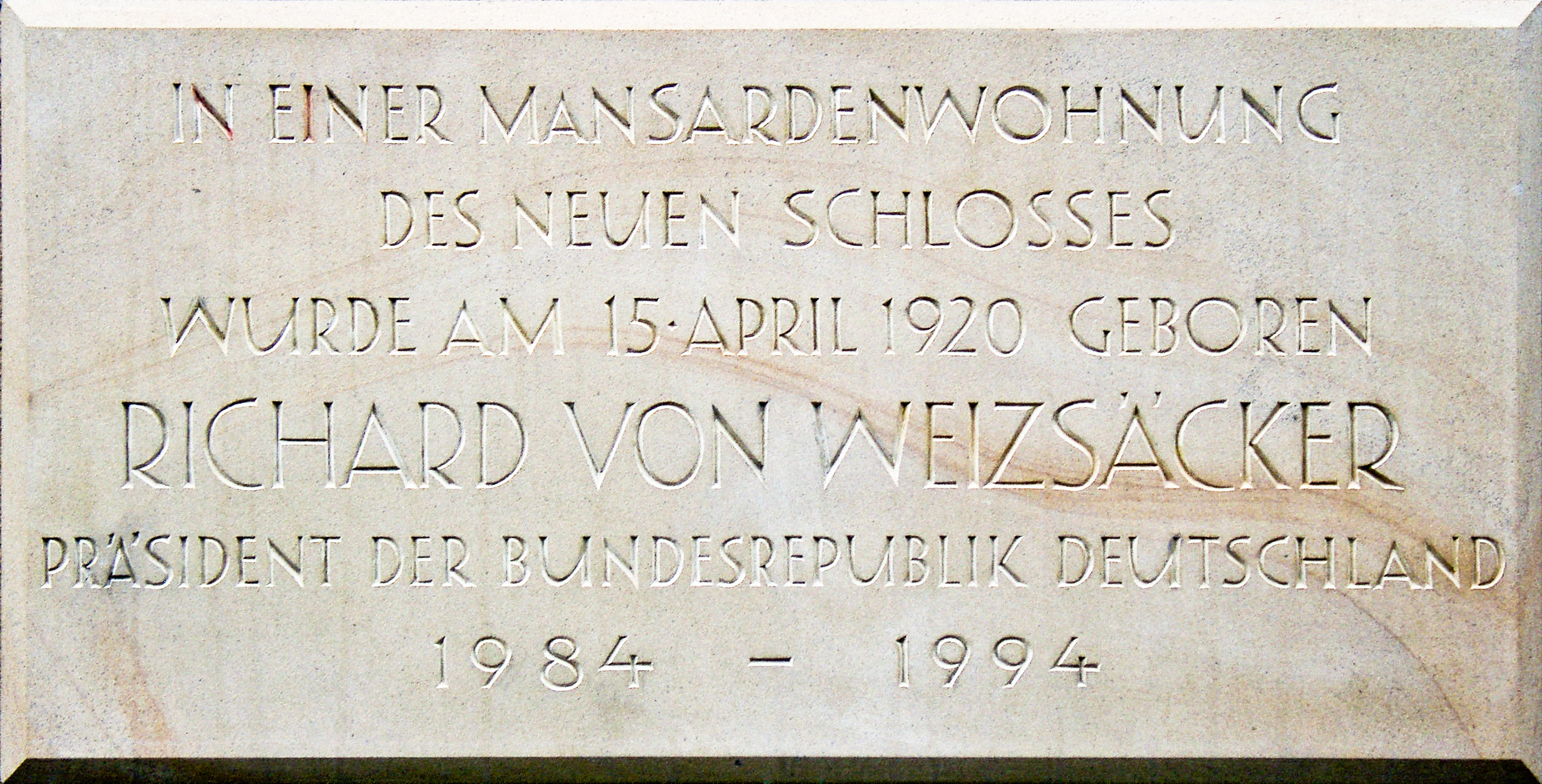
Gedenktafel am Neuen Schloss in Stuttgart

Richard von Weizsäcker entstammte der Öhringer Linie des pfälzisch-württembergischen Geschlechts Weizsäcker, das seinen Ursprung im 13. Jahrhundert sieht und 1861 erstmals einen Adeligen hervorbrachte. Er wurde als fünftes Kind Ernst von Weizsäckers und Marianne von Weizsäckers (Tochter des königlichen Generaladjutanten Friedrich von Graevenitz) in einem Flügel des Neuen Schlosses in Stuttgart geboren. Sein Großvater, der württembergische Ministerpräsident Karl Hugo von Weizsäcker, war von König Wilhelm II. von Württemberg geadelt und dann 1916 in den erblichen Freiherrenstand erhoben worden. Weizsäcker hatte drei Brüder und eine Schwester: Carl Friedrich von Weizsäcker (Philosoph und Physiker, 1912–2007), Ernst Viktor Weizsäcker (1915 bereits als Säugling verstorben), Adelheid von Weizsäcker (1916–2004) und Heinrich Viktor von Weizsäcker (Offizier, 1917–1939). Die Familie lebte aufgrund der diplomatischen Tätigkeit des Vaters von 1920 bis 1924 in Basel, von 1924 bis 1927 in Kopenhagen, von 1931 bis 1933 in Oslo, von 1933 bis 1936 in Bern, wo Weizsäcker das Gymnasium Kirchenfeld besuchte, und danach in Berlin, wo der Vater zunächst Leiter der politischen Abteilung des Auswärtigen Amtes unter Konstantin Freiherr von Neurath wurde und 1938 zum Staatssekretär unter Reichsaußenminister Joachim von Ribbentrop avancierte.

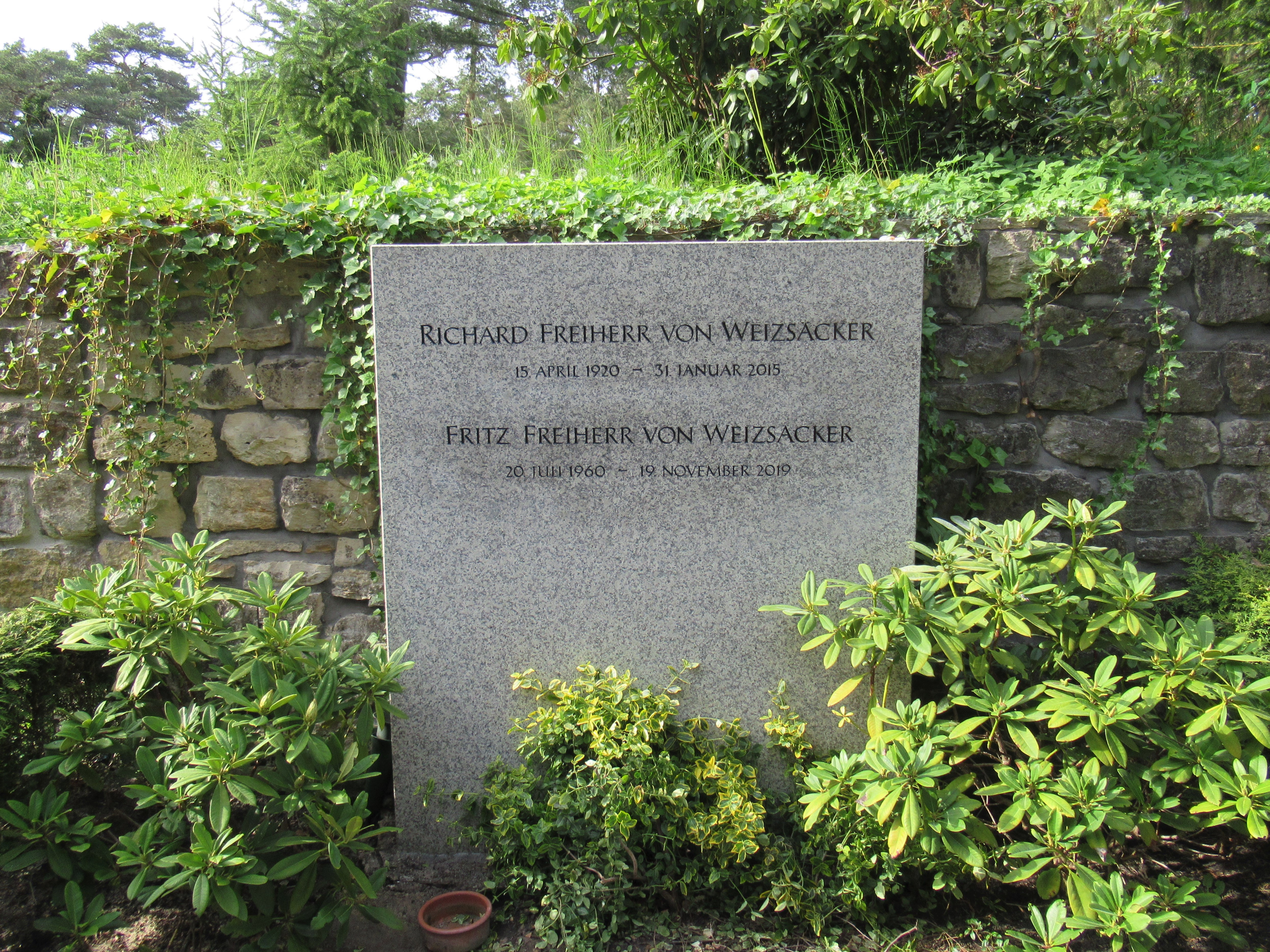
Grabstein von Richard von Weizsäcker und seinem Sohn Fritz von Weizsäcker

Seit dem 8. Oktober 1953 war Weizsäcker mit Marianne von Kretschmann verheiratet. Die Mutter von Marianne – Asta von Kretschmann, geb. Mohr – war eine Adoptivtochter von Fritz von Waldthausen. Marianne von Weizsäcker ist ferner eine Großnichte der sozialdemokratischen Frauenrechtlerin Lily Braun, geb. von Kretschmann. Aus der Ehe gingen vier Kinder hervor:
- Robert Klaus von Weizsäcker (* 1954)
- Andreas von Weizsäcker (1956–2008)
- Marianne Beatrice von Weizsäcker (* 1958)
- Fritz Eckhart von Weizsäcker (1960–2019)

| Hans-Oskar von Kretschmann (* 1903; † 1962)   | Hans-Oskar von Kretschmann (* 1903; † 1962)   | Hans-Oskar von Kretschmann (* 1903; † 1962)   | Hans-Oskar von Kretschmann (* 1903; † 1962)   | Hans-Oskar von Kretschmann (* 1903; † 1962)   | Hans-Oskar von Kretschmann (* 1903; † 1962)   |                                   |                                   | Asta von Kretschmann, geb. Mohr, adopt. von Waldthausen (* 1908; † 1971) | Asta von Kretschmann, geb. Mohr, adopt. von Waldthausen (* 1908; † 1971) | Asta von Kretschmann, geb. Mohr, adopt. von Waldthausen (* 1908; † 1971) | Asta von Kretschmann, geb. Mohr, adopt. von Waldthausen (* 1908; † 1971) | Asta von Kretschmann, geb. Mohr, adopt. von Waldthausen (* 1908; † 1971) | Asta von Kretschmann, geb. Mohr, adopt. von Waldthausen (* 1908; † 1971) |  |  | Ernst Heinrich Freiherr von Weizsäcker (* 1882; † 1951) | Ernst Heinrich Freiherr von Weizsäcker (* 1882; † 1951) | Ernst Heinrich Freiherr von Weizsäcker (* 1882; † 1951) | Ernst Heinrich Freiherr von Weizsäcker (* 1882; † 1951) | Ernst Heinrich Freiherr von Weizsäcker (* 1882; † 1951) | Ernst Heinrich Freiherr von Weizsäcker (* 1882; † 1951) |                                                       |                                                       | Marianne von Graevenitz (* 1889; † 1983)               | Marianne von Graevenitz (* 1889; † 1983)               | Marianne von Graevenitz (* 1889; † 1983)               | Marianne von Graevenitz (* 1889; † 1983)               | Marianne von Graevenitz (* 1889; † 1983)                | Marianne von Graevenitz (* 1889; † 1983)                |                                                         |                                                         |                                                         |                                                         |                                        |                                        |                                        |                                        |                                        |                                        |                                                                   |                                                                   |                                                                   |                                                                   |                                                                   |                                                                   |                                                          |                                                          |                                                          |                                                          |                                                          |                                                          |  |  |  |  |  |  |  |  |  |  |  |  |  |  |  |  |  |  |  |  |  |  |  |  |  |  |  |  |  |  |  |  |  |  |  |  |
| Hans-Oskar von Kretschmann (* 1903; † 1962)   | Hans-Oskar von Kretschmann (* 1903; † 1962)   | Hans-Oskar von Kretschmann (* 1903; † 1962)   | Hans-Oskar von Kretschmann (* 1903; † 1962)   | Hans-Oskar von Kretschmann (* 1903; † 1962)   | Hans-Oskar von Kretschmann (* 1903; † 1962)   |                                   |                                   | Asta von Kretschmann, geb. Mohr, adopt. von Waldthausen (* 1908; † 1971) | Asta von Kretschmann, geb. Mohr, adopt. von Waldthausen (* 1908; † 1971) | Asta von Kretschmann, geb. Mohr, adopt. von Waldthausen (* 1908; † 1971) | Asta von Kretschmann, geb. Mohr, adopt. von Waldthausen (* 1908; † 1971) | Asta von Kretschmann, geb. Mohr, adopt. von Waldthausen (* 1908; † 1971) | Asta von Kretschmann, geb. Mohr, adopt. von Waldthausen (* 1908; † 1971) |  |  | Ernst Heinrich Freiherr von Weizsäcker (* 1882; † 1951) | Ernst Heinrich Freiherr von Weizsäcker (* 1882; † 1951) | Ernst Heinrich Freiherr von Weizsäcker (* 1882; † 1951) | Ernst Heinrich Freiherr von Weizsäcker (* 1882; † 1951) | Ernst Heinrich Freiherr von Weizsäcker (* 1882; † 1951) | Ernst Heinrich Freiherr von Weizsäcker (* 1882; † 1951) |                                                       |                                                       | Marianne von Graevenitz (* 1889; † 1983)               | Marianne von Graevenitz (* 1889; † 1983)               | Marianne von Graevenitz (* 1889; † 1983)               | Marianne von Graevenitz (* 1889; † 1983)               | Marianne von Graevenitz (* 1889; † 1983)                | Marianne von Graevenitz (* 1889; † 1983)                |                                                         |                                                         |                                                         |                                                         |                                        |                                        |                                        |                                        |                                        |                                        |                                                                   |                                                                   |                                                                   |                                                                   |                                                                   |                                                                   |                                                          |                                                          |                                                          |                                                          |                                                          |                                                          |  |  |  |  |  |  |  |  |  |  |  |  |  |  |  |  |  |  |  |  |  |  |  |  |  |  |  |  |  |  |  |  |  |  |  |  |
|                                               |                                               |                                               |                                               |                                               |                                               |                                   |                                   |                                                                          |                                                                          |                                                                          |                                                                          |                                                                          |                                                                          |  |  |                                                         |                                                         |                                                         |                                                         |                                                         |                                                         |                                                       |                                                       |                                                        |                                                        |                                                        |                                                        |                                                         |                                                         |                                                         |                                                         |                                                         |                                                         |                                        |                                        |                                        |                                        |                                        |                                        |                                                                   |                                                                   |                                                                   |                                                                   |                                                                   |                                                                   |                                                          |                                                          |                                                          |                                                          |                                                          |                                                          |  |  |  |  |  |  |  |  |  |  |  |  |  |  |  |  |  |  |  |  |  |  |  |  |  |  |  |  |  |  |  |  |  |  |  |  |
|                                               |                                               |                                               |                                               |                                               |                                               |                                   |                                   |                                                                          |                                                                          |                                                                          |                                                                          |                                                                          |                                                                          |  |  |                                                         |                                                         |                                                         |                                                         |                                                         |                                                         |                                                       |                                                       |                                                        |                                                        |                                                        |                                                        |                                                         |                                                         |                                                         |                                                         |                                                         |                                                         |                                        |                                        |                                        |                                        |                                        |                                        |                                                                   |                                                                   |                                                                   |                                                                   |                                                                   |                                                                   |                                                          |                                                          |                                                          |                                                          |                                                          |                                                          |  |  |  |  |  |  |  |  |  |  |  |  |  |  |  |  |  |  |  |  |  |  |  |  |  |  |  |  |  |  |  |  |  |  |  |  |
|                                               |                                               |                                               |                                               |                                               |                                               |                                   |                                   |                                                                          |                                                                          |                                                                          |                                                                          |                                                                          |                                                                          |  |  |                                                         |                                                         |                                                         |                                                         |                                                         |                                                         |                                                       |                                                       |                                                        |                                                        |                                                        |                                                        |                                                         |                                                         |                                                         |                                                         |                                                         |                                                         |                                        |                                        |                                        |                                        |                                        |                                        |                                                                   |                                                                   |                                                                   |                                                                   |                                                                   |                                                                   |                                                          |                                                          |                                                          |                                                          |                                                          |                                                          |  |  |  |  |  |  |  |  |  |  |  |  |  |  |  |  |  |  |  |  |  |  |  |  |  |  |  |  |  |  |  |  |  |  |  |  |
|                                               |                                               |                                               |                                               | Marianne von Kretschmann (* 1932)             | Marianne von Kretschmann (* 1932)             | Marianne von Kretschmann (* 1932) | Marianne von Kretschmann (* 1932) | Marianne von Kretschmann (* 1932)                                        | Marianne von Kretschmann (* 1932)                                        |                                                                          |                                                                          |                                                                          |                                                                          |  |  |                                                         |                                                         |                                                         |                                                         | Richard Karl Freiherr von Weizsäcker (* 1920; † 2015)   | Richard Karl Freiherr von Weizsäcker (* 1920; † 2015)   | Richard Karl Freiherr von Weizsäcker (* 1920; † 2015) | Richard Karl Freiherr von Weizsäcker (* 1920; † 2015) | Richard Karl Freiherr von Weizsäcker (* 1920; † 2015)  | Richard Karl Freiherr von Weizsäcker (* 1920; † 2015)  |                                                        |                                                        | Carl Friedrich Freiherr von Weizsäcker (* 1912; † 2007) | Carl Friedrich Freiherr von Weizsäcker (* 1912; † 2007) | Carl Friedrich Freiherr von Weizsäcker (* 1912; † 2007) | Carl Friedrich Freiherr von Weizsäcker (* 1912; † 2007) | Carl Friedrich Freiherr von Weizsäcker (* 1912; † 2007) | Carl Friedrich Freiherr von Weizsäcker (* 1912; † 2007) | Ernst Viktor von Weizsäcker (*/† 1915) | Ernst Viktor von Weizsäcker (*/† 1915) | Ernst Viktor von Weizsäcker (*/† 1915) | Ernst Viktor von Weizsäcker (*/† 1915) | Ernst Viktor von Weizsäcker (*/† 1915) | Ernst Viktor von Weizsäcker (*/† 1915) | Adelheid Marianne Viktoria Freiin von Weizsäcker (* 1916; † 2004) | Adelheid Marianne Viktoria Freiin von Weizsäcker (* 1916; † 2004) | Adelheid Marianne Viktoria Freiin von Weizsäcker (* 1916; † 2004) | Adelheid Marianne Viktoria Freiin von Weizsäcker (* 1916; † 2004) | Adelheid Marianne Viktoria Freiin von Weizsäcker (* 1916; † 2004) | Adelheid Marianne Viktoria Freiin von Weizsäcker (* 1916; † 2004) | Heinrich Viktor Freiherr von Weizsäcker (* 1917; † 1939) | Heinrich Viktor Freiherr von Weizsäcker (* 1917; † 1939) | Heinrich Viktor Freiherr von Weizsäcker (* 1917; † 1939) | Heinrich Viktor Freiherr von Weizsäcker (* 1917; † 1939) | Heinrich Viktor Freiherr von Weizsäcker (* 1917; † 1939) | Heinrich Viktor Freiherr von Weizsäcker (* 1917; † 1939) |  |  |  |  |  |  |  |  |  |  |  |  |  |  |  |  |  |  |  |  |  |  |  |  |  |  |  |  |  |  |  |  |  |  |  |  |
|                                               |                                               |                                               |                                               | Marianne von Kretschmann (* 1932)             | Marianne von Kretschmann (* 1932)             | Marianne von Kretschmann (* 1932) | Marianne von Kretschmann (* 1932) | Marianne von Kretschmann (* 1932)                                        | Marianne von Kretschmann (* 1932)                                        |                                                                          |                                                                          |                                                                          |                                                                          |  |  |                                                         |                                                         |                                                         |                                                         | Richard Karl Freiherr von Weizsäcker (* 1920; † 2015)   | Richard Karl Freiherr von Weizsäcker (* 1920; † 2015)   | Richard Karl Freiherr von Weizsäcker (* 1920; † 2015) | Richard Karl Freiherr von Weizsäcker (* 1920; † 2015) | Richard Karl Freiherr von Weizsäcker (* 1920; † 2015)  | Richard Karl Freiherr von Weizsäcker (* 1920; † 2015)  |                                                        |                                                        | Carl Friedrich Freiherr von Weizsäcker (* 1912; † 2007) | Carl Friedrich Freiherr von Weizsäcker (* 1912; † 2007) | Carl Friedrich Freiherr von Weizsäcker (* 1912; † 2007) | Carl Friedrich Freiherr von Weizsäcker (* 1912; † 2007) | Carl Friedrich Freiherr von Weizsäcker (* 1912; † 2007) | Carl Friedrich Freiherr von Weizsäcker (* 1912; † 2007) | Ernst Viktor von Weizsäcker (*/† 1915) | Ernst Viktor von Weizsäcker (*/† 1915) | Ernst Viktor von Weizsäcker (*/† 1915) | Ernst Viktor von Weizsäcker (*/† 1915) | Ernst Viktor von Weizsäcker (*/† 1915) | Ernst Viktor von Weizsäcker (*/† 1915) | Adelheid Marianne Viktoria Freiin von Weizsäcker (* 1916; † 2004) | Adelheid Marianne Viktoria Freiin von Weizsäcker (* 1916; † 2004) | Adelheid Marianne Viktoria Freiin von Weizsäcker (* 1916; † 2004) | Adelheid Marianne Viktoria Freiin von Weizsäcker (* 1916; † 2004) | Adelheid Marianne Viktoria Freiin von Weizsäcker (* 1916; † 2004) | Adelheid Marianne Viktoria Freiin von Weizsäcker (* 1916; † 2004) | Heinrich Viktor Freiherr von Weizsäcker (* 1917; † 1939) | Heinrich Viktor Freiherr von Weizsäcker (* 1917; † 1939) | Heinrich Viktor Freiherr von Weizsäcker (* 1917; † 1939) | Heinrich Viktor Freiherr von Weizsäcker (* 1917; † 1939) | Heinrich Viktor Freiherr von Weizsäcker (* 1917; † 1939) | Heinrich Viktor Freiherr von Weizsäcker (* 1917; † 1939) |  |  |  |  |  |  |  |  |  |  |  |  |  |  |  |  |  |  |  |  |  |  |  |  |  |  |  |  |  |  |  |  |  |  |  |  |
|                                               |                                               |                                               |                                               |                                               |                                               |                                   |                                   |                                                                          |                                                                          |                                                                          |                                                                          |                                                                          |                                                                          |  |  |                                                         |                                                         |                                                         |                                                         |                                                         |                                                         |                                                       |                                                       |                                                        |                                                        |                                                        |                                                        |                                                         |                                                         |                                                         |                                                         |                                                         |                                                         |                                        |                                        |                                        |                                        |                                        |                                        |                                                                   |                                                                   |                                                                   |                                                                   |                                                                   |                                                                   |                                                          |                                                          |                                                          |                                                          |                                                          |                                                          |  |  |  |  |  |  |  |  |  |  |  |  |  |  |  |  |  |  |  |  |  |  |  |  |  |  |  |  |  |  |  |  |  |  |  |  |
|                                               |                                               |                                               |                                               |                                               |                                               |                                   |                                   |                                                                          |                                                                          |                                                                          |                                                                          |                                                                          |                                                                          |  |  |                                                         |                                                         |                                                         |                                                         |                                                         |                                                         |                                                       |                                                       |                                                        |                                                        |                                                        |                                                        |                                                         |                                                         |                                                         |                                                         |                                                         |                                                         |                                        |                                        |                                        |                                        |                                        |                                        |                                                                   |                                                                   |                                                                   |                                                                   |                                                                   |                                                                   |                                                          |                                                          |                                                          |                                                          |                                                          |                                                          |  |  |  |  |  |  |  |  |  |  |  |  |  |  |  |  |  |  |  |  |  |  |  |  |  |  |  |  |  |  |  |  |  |  |  |  |
|                                               |                                               |                                               |                                               |                                               |                                               |                                   |                                   |                                                                          |                                                                          |                                                                          |                                                                          |                                                                          |                                                                          |  |  |                                                         |                                                         |                                                         |                                                         |                                                         |                                                         |                                                       |                                                       |                                                        |                                                        |                                                        |                                                        |                                                         |                                                         |                                                         |                                                         |                                                         |                                                         |                                        |                                        |                                        |                                        |                                        |                                        |                                                                   |                                                                   |                                                                   |                                                                   |                                                                   |                                                                   |                                                          |                                                          |                                                          |                                                          |                                                          |                                                          |  |  |  |  |  |  |  |  |  |  |  |  |  |  |  |  |  |  |  |  |  |  |  |  |  |  |  |  |  |  |  |  |  |  |  |  |
| Robert Klaus Freiherr von Weizsäcker (* 1954) | Robert Klaus Freiherr von Weizsäcker (* 1954) | Robert Klaus Freiherr von Weizsäcker (* 1954) | Robert Klaus Freiherr von Weizsäcker (* 1954) | Robert Klaus Freiherr von Weizsäcker (* 1954) | Robert Klaus Freiherr von Weizsäcker (* 1954) |                                   |                                   | Andreas Freiherr von Weizsäcker (* 1956; † 2008)                         | Andreas Freiherr von Weizsäcker (* 1956; † 2008)                         | Andreas Freiherr von Weizsäcker (* 1956; † 2008)                         | Andreas Freiherr von Weizsäcker (* 1956; † 2008)                         | Andreas Freiherr von Weizsäcker (* 1956; † 2008)                         | Andreas Freiherr von Weizsäcker (* 1956; † 2008)                         |  |  | Marianne Beatrice Freiin von Weizsäcker (* 1958)        | Marianne Beatrice Freiin von Weizsäcker (* 1958)        | Marianne Beatrice Freiin von Weizsäcker (* 1958)        | Marianne Beatrice Freiin von Weizsäcker (* 1958)        | Marianne Beatrice Freiin von Weizsäcker (* 1958)        | Marianne Beatrice Freiin von Weizsäcker (* 1958)        |                                                       |                                                       | Fritz Eckhart Freiherr von Weizsäcker (* 1960; † 2019) | Fritz Eckhart Freiherr von Weizsäcker (* 1960; † 2019) | Fritz Eckhart Freiherr von Weizsäcker (* 1960; † 2019) | Fritz Eckhart Freiherr von Weizsäcker (* 1960; † 2019) | Fritz Eckhart Freiherr von Weizsäcker (* 1960; † 2019)  | Fritz Eckhart Freiherr von Weizsäcker (* 1960; † 2019)  |                                                         |                                                         |                                                         |                                                         |                                        |                                        |                                        |                                        |                                        |                                        |                                                                   |                                                                   |                                                                   |                                                                   |                                                                   |                                                                   |                                                          |                                                          |                                                          |                                                          |                                                          |                                                          |  |  |  |  |  |  |  |  |  |  |  |  |  |  |  |  |  |  |  |  |  |  |  |  |  |  |  |  |  |  |  |  |  |  |  |  |

### Schule und Ausbildung
Ab 1925 lebte er mit seiner Familie in Kopenhagen, wo er in die Deutsche Schule St. Petri Kopenhagen eingeschult wurde. Während der Zeit in Bern – sein Vater war von 1933 bis 1936 deutscher Gesandter dort – leitete Weizsäcker die Hitlerjugend am Gymnasium Kirchenfeld, der dortigen öffentlichen Schule. Weizsäcker selbst hat seine HJ-Vergangenheit in seinen Memoiren Vier Zeiten und in allen anderen öffentlichen Stellungnahmen nicht erwähnt.
1937 legte Weizsäcker sein Abitur am Bismarck-Gymnasium (heute Goethe-Gymnasium) in Berlin-Wilmersdorf mit knapp 17 Jahren ab. Er war Fähnleinführer der Hitlerjugend im Jungbann 37 in Berlin Wilmersdorf-Zehlendorf und erfüllte die Kriterien nationalsozialistischer Begabtenförderung. Nach seinem Schulabschluss reiste Weizsäcker nach Oxford (Großbritannien) und Grenoble (Frankreich), um dort Vorlesungen über Philosophie und Geschichte zu besuchen.

### Militärdienst im Zweiten Weltkrieg
1938 wurde Weizsäcker zum Reichsarbeitsdienst eingezogen. Im Herbst desselben Jahres trat er in eine Maschinengewehrkompanie des Potsdamer Infanterie-Regimentes 9 der Wehrmacht ein, das die Tradition der preußischen Gardeinfanterie fortführte. Sein älterer Bruder Heinrich diente bereits als Leutnant im selben Regiment. Am 1. September 1939 überschritt der Verband der Weizsäcker-Brüder im Rahmen des Überfalls auf Polen die Grenze am Polnischen Korridor, rund 40 Kilometer nördlich von Bromberg. Heinrich von Weizsäcker fiel am Abend des 2. September während der Schlacht in der Tucheler Heide am Bahndamm von Klonowo bei einem polnischen Gegenangriff, wenige Hundert Meter von Richard entfernt, der ihn danach beerdigte. Nach dem Überfall auf Polen wurde Weizsäcker mit seinem Regiment an die luxemburgische Grenze verlegt. Während des Westfeldzuges nahm er an Offizieranwärter-Lehrgängen teil.
Richard von Weizsäcker nahm ab Juli 1941 am Unternehmen Barbarossa teil, wurde im selben Monat zum ersten Mal verwundet und verbrachte vier Wochen in einem Lazarett. Er wurde mit dem Eisernen Kreuz 2. Klasse ausgezeichnet.
Als er zur Einheit zurückkehrte, lag diese 350 km südwestlich von Moskau. Dort nahm er an der Schlacht um Moskau teil, wobei seine Einheit bis auf 35 km an die Innenstadt herankam. Das Regiment wurde im Winter 1941/42 fast vollständig aufgerieben und musste im Februar 1942 von der Front abgezogen werden.
Im März 1942 wurde er als Ordonnanzoffizier zum Oberkommando des Heeres (OKH) in Mauerwald in Ostpreußen versetzt, das im Juni 1942 zum Führerhauptquartier Werwolf bei Winniza in der Ukraine verlegt wurde. Nach seiner Beförderung zum Oberleutnant kehrte er Ende Oktober 1942 zu seinem alten Verband zurück – der in Grenadierregiment 9 umbenannt worden war und nun in Dänemark lag. Er wurde Adjutant des Regimentskommandeurs Kuno Dewitz. Ehemalige Offiziere der Einheit bezeichneten dies als eine „halbe Lebensversicherung“, da man nun nicht mehr an der Front kämpfen musste.
Ende Januar 1943 wurde das Regiment wieder an die Ostfront verlegt und nahm – wie der spätere Bundeskanzler Helmut Schmidt – ab Februar 1943 an der Leningrader Blockade teil.
Anfang 1944 erhielt er das Eiserne Kreuz 1. Klasse, später folgte die Beförderung zum Hauptmann der Reserve.
Mitte Mai 1944 besuchte er seinen Vater, der Botschafter beim Heiligen Stuhl in Rom war.
Weizsäcker freundete sich eng mit den im selben Regiment dienenden späteren Widerstandskämpfern des 20. Juli 1944 Axel von dem Bussche und Fritz-Dietlof von der Schulenburg an, über die er von den Plänen des Claus Graf von Stauffenberg erfuhr. Er vernichtete im Januar 1945 einen Rückrufbefehl in Wartenburg und schützte somit Hermann Priebe vor der Gestapo. Im Sommer 1944 machte er den Rückzug seiner Einheit aus dem Großraum Leningrad zur Küste Lettlands mit. Dort wurden die Reste des Grenadierregiments 9 vom Grenadierregiment 67 übernommen. Weizsäcker blieb weiter Adjutant und erlebte die Verlegung der Einheit per Schiff nach Ostpreußen. Im März 1945 wurde Weizsäcker dort bei schweren Abwehrkämpfen leicht verwundet. Das Grenadierregiment 67 war zeitweise bei Wartenburg eingekesselt. Er erreichte im April 1945 über das Eis des Frischen Haffs die Frische Nehrung, von der die Einheit nach Danzig evakuiert wurde. Sein Kommandeur schlug ihn aufgrund der Rettung vieler Soldaten für die Ehrenblattspange des Heeres vor; zur Verleihung kam es allerdings aufgrund des Kriegsendes nicht mehr. Über Kopenhagen kam er zum Ersatztruppenteil des früheren Grenadierregiments 9 in Potsdam. Dort erhielt er einen Urlaubsschein und fuhr nach Lindau, wo seine Großmutter eine Hühnerfarm hatte. In Lindau erlebte er den 8. Mai 1945 und legte die Wehrmachtsuniform ab, um nicht in französische Gefangenschaft zu geraten.
Mit Blick auf die im Detail noch unerforschte Vergangenheit Richard von Weizsäckers als Wehrmachtsoffizier sagte dessen Sohn Fritz 2010 im Interview mit Sandra Maischberger, er sei fest davon überzeugt, dass sein Vater sich an das erinnere, woran er sich erinnern wolle, und an das andere nicht. Verdrängung und Blockieren sei ein ganz gesunder Mechanismus. Ernst Kindhauser stellte 1997 in einer Rezension zu Richard von Weizsäckers Erinnerungen für die Züricher Weltwoche fest: „Der bisweilen sehr farbig erzählende Weizsäcker verfällt bei den Schilderungen aus der Kriegszeit in eigentümliche Wortkargheit.“ Zur gleichen Bewertung kam auch Marcel Reich-Ranicki im Dialog mit Frank Schirrmacher, als er über das Gutachten Das Amt und die Vergangenheit feststellte, ihm sei immer klar gewesen, dass die Weizsäckers mehr „braunen Dreck am Stecken“ hätten, als sie zugäben. Schirrmacher selbst stellte bei gleicher Gelegenheit die „Glaubwürdigkeit des Unschuldsengels Richard von Weizsäcker“ infrage. Weizsäckers Mutter Marianne war ab 1931 Mitglied der Nationalsozialistischen Frauenschaft und ab 1934 der NSDAP; sie sei, so schreibt Carl Jacob Burckhardt 1957 an Marion Gräfin Dönhoff, „eine militante Nationalsozialistin“ gewesen. Bereits 1990 hatte Roger Willemsen in einem ausführlichen Beitrag für die Zeitschrift Konkret festgestellt, Weizsäcker sei „unerreichbar für Einwände und in seinen Antworten auf rare kritische Fragen schnell scharf“. Martina Fietz konstatierte, Weizsäcker selbst sei dadurch, dass er „den Nazis als Offizier gedient“ habe, zum Symbol für die Ambivalenz weiter Teile einer Generation geworden.

### Studium und Beruf

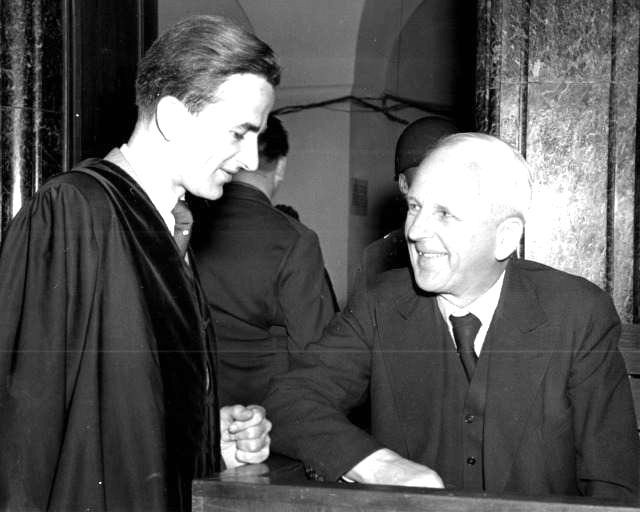
Richard von Weizsäcker zusammen mit seinem Vater Ernst in Nürnberg, ca. 1948–1949

Schon 1945 nahm Weizsäcker ein Studium der Rechtswissenschaft, Nebenfach Geschichte, in Göttingen auf, das er 1950 mit dem ersten juristischen Staatsexamen beendete. Nach dem zweiten Staatsexamen (1953) erfolgte im Juli 1955 die Promotion zum Dr. jur. mit der Arbeit Der faktische Verein. Während seiner gesamten juristischen Ausbildung war Richard von Weizsäcker als Repetitoriums-Teilnehmer, Assistent und Doktorand ein akademischer Schüler des Arbeitsrechtlers Wolfgang Siebert. Siebert, NSDAP-Mitglied seit Mai 1933, gehörte zur regimetreuen Kieler Schule und war ein erklärter, unzweideutiger Vertreter der nationalsozialistischen Rechtsauffassung. In den 1940er Jahren war er Leiter des Jugendrechtsausschusses der Akademie für Deutsches Recht.
Von 1947 bis Anfang 1949 wirkte Weizsäcker neben seinem Studium als Assistent des Rechtsanwalts Hellmut Becker mit an der Verteidigung seines Vaters im sogenannten Wilhelmstraßen-Prozess. Am 14. April 1949 wurde Ernst von Weizsäcker wegen Verbrechen gegen die Menschlichkeit zu einer siebenjährigen Haftstrafe verurteilt, die ein Berichtigungsbeschluss am 12. Dezember 1949 auf fünf Jahre herabsetzte. Der Angeklagte hatte als Staatssekretär im Auswärtigen Amt einen Brief Franz Rademachers vom 20. März 1942 an die SS über die Deportation von 6000 französischen und staatenlosen Juden nach Auschwitz mit seiner Paraphe und mit dem Vermerk „polizeilich charakterisierte Juden“ versehen. Ferner habe er auf die Anfrage der SS, „ob das Auswärtige Amt irgendwelche Bedenken habe“, in diesem und „in gleichgelagerten Fällen“ pflichtwidrig keine Bedenken geäußert. Strafmildernd wurde die vom Angeklagten in Anspruch genommene Nähe zum Widerstand berücksichtigt. Richard von Weizsäcker bezeichnete das Urteil später immer als „historisch und moralisch ungerecht“. Hingegen bewertet Norbert Frei die Forschungsergebnisse einer von Bundesaußenminister Fischer eingesetzten Historikerkommission als das „Ende der Weizsäcker-Legende“. Der deutsch-jüdische Historiker Michael Wolfsohn stellte am 20. Januar 1998 im Gespräch mit Jochen Kölsch auf BR-alpha fest, dass Richard von Weizsäcker „bezüglich seiner Familiengeschichte die größten Probleme [habe], öffentlich auch nur ein aufrichtiges Wort zu den wirklich außerordentlich problematischen Verhaltensweisen seines Vaters zu finden.“ Das komplexe Verhältnis zum Vater, insbesondere während des Nürnberger Wilhelmstraßen-Prozesses, wurde in dem hochgelobten dokufiktionalen Roman Die Verteidigung von Fridolin Schley literarisch verarbeitet.
Von 1950 bis 1953 arbeitete Weizsäcker als wissenschaftliche Hilfskraft bei der Mannesmann AG in Gelsenkirchen, wo er im Stadtteil Bismarck wohnte. 1953 wechselte er in die Rechtsabteilung der Mannesmann AG nach Düsseldorf. Im Juli 1955 erhielt er Prokura und wurde 1957 Leiter der wirtschaftspolitischen Abteilung. Ende Juni 1958 schied Weizsäcker bei Mannesmann aus und war bis 1962 persönlich haftender Gesellschafter des Bankhauses Waldthausen, zu dem über seine Frau familiäre Beziehungen bestanden.
Danach war Weizsäcker von 1962 bis 1966 Mitglied der sechsköpfigen Geschäftsführung und persönlich haftender Gesellschafter des Chemie- und Pharmaunternehmens Boehringer Ingelheim in Ingelheim am Rhein. Keine wichtige Unternehmensentscheidung, so konstatieren Werner Filmer und Heribert Schwan, sei ohne Weizsäckers Einwilligung gefallen. Ernst Boehringer habe im vertraulichen Gespräch mit Hellmut Becker unumwunden klargemacht, dass er an Weizsäcker als seinen möglichen Nachfolger denke. Boehringer Ingelheim produzierte, so ein Gutachten für das Bundesministerium für Arbeit und Soziales, schon seit 1952 bis 1984 dioxinhaltige Herbizide und Insektizide mit erheblicher Belastung der Angestellten. Die Firma Boehringer selbst räumte in ihrem ausführlichen Statement „Unsere Dioxin-Geschichte“ 1992 ein, bereits seit 1954 von der äußersten Toxizität des Dioxins gewusst zu haben, 60 Mitarbeiter seien schon damals an Chlorakne erkrankt. Ab 1967 wurden dann 720 Tonnen Trichlorphenolatlauge, ein Zwischenprodukt für das im Vietnamkrieg eingesetzte Entlaubungsmittel Agent Orange, an Dow Chemical geliefert. „Mit großer Betroffenheit“ habe er erst Jahre nach seiner Tätigkeit bei Boehringer von Agent Orange erfahren, sagte von Weizsäcker – eine Behauptung freilich, die auch angezweifelt wird. Ferdos Forudastan zum Beispiel, später Pressesprecherin von Bundespräsident Gauck, diagnostiziert bei Richard von Weizsäcker „Gift in der Biografie“ und stellt sich die rhetorische Frage, was dieser mit Blick auf seine eigenen Verfehlungen dachte, wenn andere Politiker aus vergleichsweise geringfügigen Gründen zurücktreten mussten. Strittig ist im Ergebnis Weizsäckers Kenntnis von den Boehringer-Kontakten zu Dow Chemical; als sicher gilt, dass er in den Jahren 1962–1966 die seit 1954 erfolgte Dioxinproduktion seiner Firma mittrug. In seinen Lebenserinnerungen von 1997 widmete Weizsäcker der Dioxin-Problematik einen einzigen Satz: Ernst Boehringer (1896–1965) habe eine moralische Verantwortung dafür empfunden, „wenn Dritte ein Firmenprodukt in gefährlicher Weise für Mensch und Natur missbrauchten“.
Richard von Weizsäcker, dessen Sohn Andreas die reformpädagogische Odenwaldschule in Heppenheim besuchte, war seit den 1960er Jahren im Förderkreis des Odenwaldschule e. V. tätig, bis 2. August 1984 auch in dessen Vorstand. 1999 wurde der Öffentlichkeit bekannt, dass der Schulleiter Gerold Becker (1972–1985) ein Haupttäter pädokrimineller Verbrechen an insgesamt 132 Opfern war. Andreas von Weizsäcker gehörte zur Wohngruppe (sog. „Familie“) Gerold Beckers; sein Vater Richard von Weizsäcker erklärte später, er habe von den Vorgängen nichts erfahren. Der umstrittene Reformpädagoge Hartmut von Hentig war Pate des Weizsäcker-Sohnes und Lebensgefährte Gerold Beckers.

### Politische Karriere vor der Präsidentschaft

#### Partei

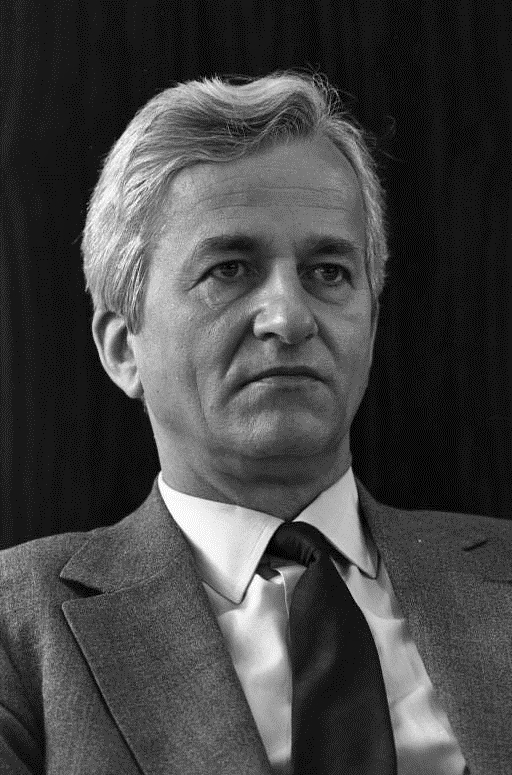
Richard von Weizsäcker auf einer Pressekonferenz des CDU-Vorstandes, 1973

Ab 1954 war Weizsäcker Mitglied der CDU. Von 1966 bis zu seiner Wahl zum Bundespräsidenten 1984 war er Mitglied des Bundesvorstandes. 1968 wurde Weizsäcker von Helmut Kohl zum ersten Mal als CDU-Kandidat für das Amt des Bundespräsidenten vorgeschlagen, unterlag aber in der Kampfabstimmung im CDU-Auswahlausschuss deutlich mit 20 zu 65 Stimmen gegen den damaligen Verteidigungsminister Gerhard Schröder. 1971 wurde Weizsäcker von Rainer Barzel zum Vorsitzenden der CDU-Grundsatzkommission berufen. Auf dem 22. Bundesparteitag der CDU in Hamburg im November 1973 stellte Weizsäcker die ersten Ergebnisse zweier Jahre Arbeit in der Grundsatzkommission vor und löste damit lebhafte Diskussionen aus. Erst 1978 wurde das neue CDU-Grundsatzprogramm beschlossen, das unter seiner Federführung – und der von Heiner Geißler – entstanden war.
1965 wurde Weizsäcker als Kandidat für den Deutschen Bundestag vorgeschlagen, lehnte die Kandidatur aber ab, um einen Interessenkonflikt aufgrund seines Ehrenamtes als Präsident des Deutschen Evangelischen Kirchentags zu vermeiden. 1969 kandidierte Weizsäcker im Wahlkreis Worms für den Deutschen Bundestag. Er wurde über Platz 2 der rheinland-pfälzischen CDU-Landesliste in den Bundestag gewählt und war bis 1981 dessen Mitglied.
Am 17. Mai 1973 unterlag Weizsäcker Karl Carstens in einer Kampfabstimmung um den Vorsitz der CDU/CSU-Bundestagsfraktion. Weizsäcker wurde sodann stellvertretender Fraktionsvorsitzender.
Bei der Wahl des deutschen Bundespräsidenten 1974 war Weizsäcker Kandidat von CDU und CSU. Diese Kandidatur nahm er in dem Bewusstsein an, dass er aufgrund der Mehrheitsverhältnisse in der Bundesversammlung nur als sogenannter Zählkandidat aufgestellt wurde. Gewählt wurde der bisherige Außenminister Walter Scheel (FDP), der als Kandidat der sozial-liberalen Koalition angetreten war. Weizsäcker gehörte dann 1976 dem von Helmut Kohl für die Bundestagswahl 1976 aufgestellten Schattenkabinett an. Von 1981 bis 1983 war er außerdem CDU-Landesvorsitzender in Berlin.

#### Regierender Bürgermeister von Berlin

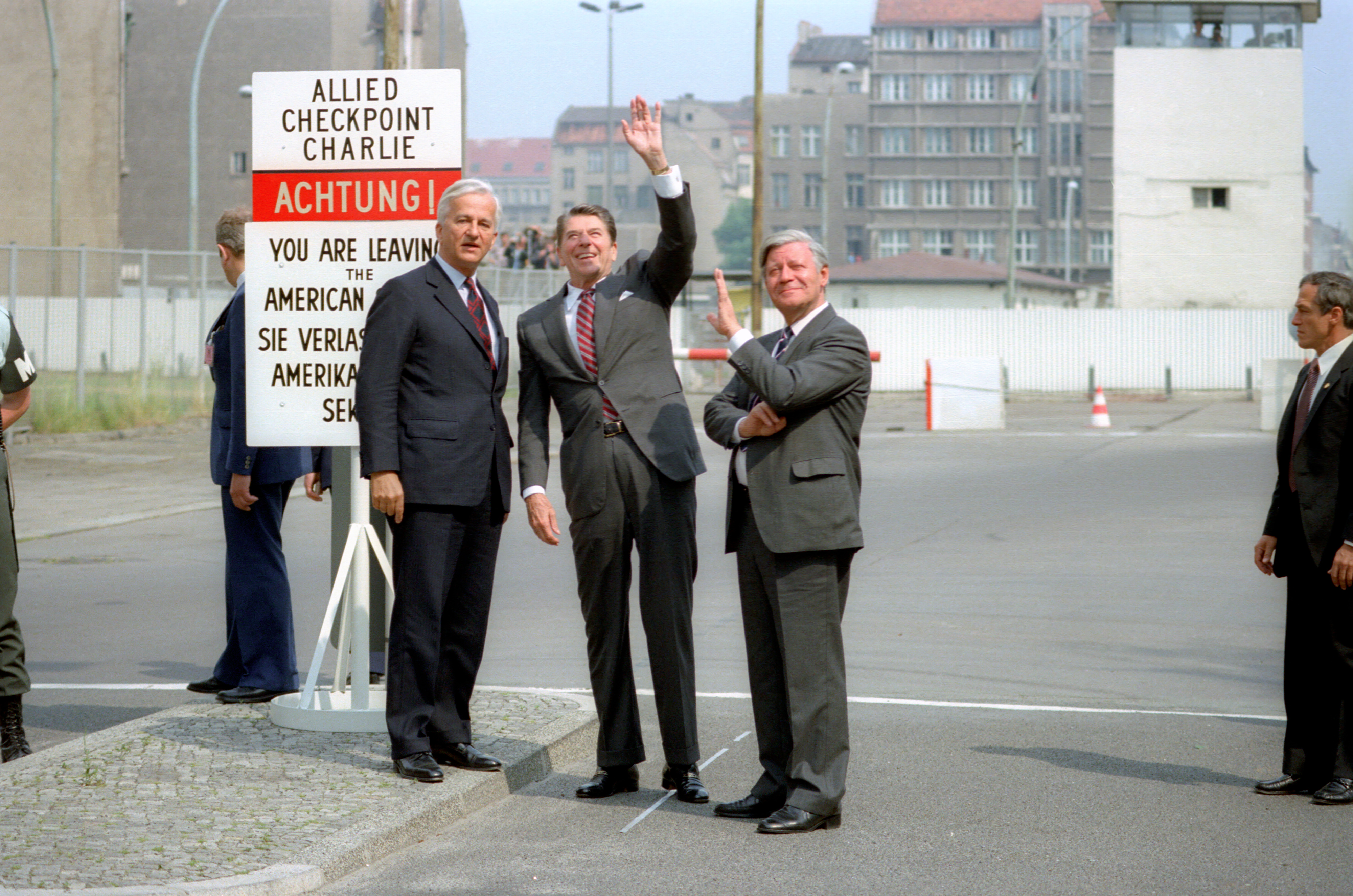
Berlins Bürgermeister Richard von Weizsäcker, US-Präsident Ronald Reagan und Bundeskanzler Helmut Schmidt am 11. Juni 1982 vor dem Checkpoint Charlie

1979 war Weizsäcker Spitzenkandidat der CDU bei den Wahlen zum 8. Abgeordnetenhaus von Berlin. Zwar wurde die CDU mit 44,4 % der Stimmen stärkste Kraft; Regierender Bürgermeister blieb aber der bisherige Amtsinhaber Dietrich Stobbe. Die Koalition aus SPD und FDP wurde fortgesetzt. Von 1979 bis 1981 war Weizsäcker Vizepräsident des Deutschen Bundestages. 1981 kam es zu vorgezogenen Neuwahlen zum Berliner Abgeordnetenhaus. Bei diesen Neuwahlen wurde die CDU mit 48,0 % der Stimmen erneut stärkste Kraft und erhielt ihr bislang bestes Ergebnis auf Berliner Landesebene. Für diesen Wahlkampf bekam Richard von Weizsäcker, so der ehemalige Bosch-Geschäftsführer Hans Lutz Merkle 1988 vor Gericht, von der Robert Bosch GmbH eine Spende von 25.000 DM unter der Tarnbezeichnung „staatspolitische Note“.
Weizsäcker wurde daraufhin als Nachfolger von Hans-Jochen Vogel, der damit nur ein halbes Jahr im Amt gewesen war, zum Regierenden Bürgermeister von Berlin gewählt. Er stand vom 11. Juni 1981 bis 9. Februar 1984 einem Senat vor, der zunächst als Minderheitsregierung fungierte; im März 1983 bildete er eine Koalition mit der FDP.
Weizsäcker legte in besonderem Maße Wert auf die Pflege internationaler Kontakte. Bei seinen Antrittsbesuchen bei den Staats- und Regierungschefs der Westalliierten erwarb er sich nach Auffassung von Beobachtern großes Ansehen. Als erster Regierender Bürgermeister besuchte er im September 1983 auch die DDR, wo er vom Staatsratsvorsitzenden Erich Honecker empfangen wurde. Weizsäcker und Honecker blieben sich menschlich fremd, und abgesehen von der Freilassung einiger politischer Gefangener und einer Absichtserklärung der DDR zur Absenkung des Mindestumtauschs für Jugendliche brachte das Treffen keine praktischen Ergebnisse.
Zu den innenpolitischen Herausforderungen in Weizsäckers Regierungszeit gehörten insbesondere die Hausbesetzungen in Stadtteilen wie Kreuzberg und Schöneberg, wobei er zunächst die Räumungen in der Verantwortung von Innensenator Heinrich Lummer beließ. Nach dem Tod eines Hausbesetzers am 22. September 1981 stieß er jedoch die Initiative zu einer friedlichen Beilegung des Konflikts mit Martin Kruse, dem Evangelischen Bischof in Berlins, an. Unter Vermittlung weiterer Kreise in der Stadt gelang 1983 die Gründung eines alternativen Sanierungsträgers – STATTBAU –, der als Teil der friedlichen Lösung besetzte Häuser legalisierte und sanierte. Weizsäcker unterstützte auch das Konzept der Behutsamen Stadterneuerung, das die Flächensanierung ablöste und nach der politischen Wende auch auf die Ost-Berliner Altstadtbereiche angewandt wurde.
Weizsäckers Nachfolger 1984 als Regierender Bürgermeister war Eberhard Diepgen (CDU).

### Bundespräsident
Richard von Weizsäcker war schon bei der Wahl zum Bundespräsidenten 1974 Kandidat von CDU und CSU, wobei allen Beteiligten klar war, dass er aufgrund der Mehrheitsverhältnisse in der Bundesversammlung nur als „Zählkandidat“ aufgestellt wurde. Gewählt wurde Walter Scheel (FDP), der Kandidat der sozial-liberalen Koalition, der dann 1979 von Karl Carstens (CDU) abgelöst wurde. 1983 teilte Carstens mit, dass er für eine zweite Amtszeit nicht zur Verfügung stehe. Für die bevorstehende Bundesversammlung am 23. Mai 1984 aber konnten die Regierungsparteien aus CDU/CSU und FDP mit einer absoluten Mehrheit rechnen.
Der öffentliche und innerparteiliche Diskurs fokussierte sich schon bald auf zwei mögliche Kandidaten, den niedersächsischen Ministerpräsidenten Ernst Albrecht und den Regierenden Bürgermeister von Berlin Richard von Weizsäcker. Der CDU-Parteivorsitzende und Bundeskanzler Helmut Kohl favorisierte Albrecht, weil er in Sorge war, dass mit einem Weggang Weizsäckers aus Berlin nach nur zweieinhalb Jahren die mühsam erstrittene Mehrheit der Berliner CDU wieder verlorengehen könnte. Auch nachdem Albrecht die Kandidatur abgelehnt hatte, wollte sich Kohl zunächst nicht für Weizsäcker aussprechen. Deshalb sah sich dieser veranlasst, mit Bewerbungsschreiben an Kohl und CSU-Parteichef Franz Josef Strauß sein nachdrückliches Interesse an der Kandidatur zu unterstreichen. Weizsäckers langjähriger Sprecher Friedbert Pflüger berichtet von einem „Kampf um die Präsidentschaft“.
Im November 1983 wurde Weizsäcker schließlich zum zweiten Mal als CDU/CSU-Kandidat für das Bundespräsidentenamt benannt und bei der Wahl am 23. Mai 1984 gegen die von den Grünen vorgeschlagene Luise Rinser von der Bundesversammlung zum sechsten Bundespräsidenten der Bundesrepublik Deutschland gewählt. Nach der Annahme seiner Wahl ließ Weizsäcker, so wie alle Bundespräsidenten vor ihm auch, seine Parteimitgliedschaft ruhen, nahm diese aber, anders als seine Vorgänger, auch nach dem Ende seiner Amtszeit nicht wieder wahr. Am 1. Juli wurde er als Nachfolger von Carstens in diesem Amt vereidigt. Bei der Wahl des deutschen Bundespräsidenten am 23. Mai 1989 wurde Weizsäcker im Amt bestätigt. Es war die bislang einzige Wahl eines Bundespräsidenten, bei der es nur einen Bewerber gab.
Weizsäcker wirkte integrierend und erlangte hohe Anerkennung im In- und Ausland mit seiner Rede vom 8. Mai 1985 im Deutschen Bundestag in Bonn, in der er als einer der ersten bedeutenden Politiker der Bundesrepublik unter anderem sagte:

„… dennoch wurde von Tag zu Tag klarer, was es heute für uns alle gemeinsam zu sagen gilt: Der 8. Mai war ein Tag der Befreiung. Er hat uns alle befreit von dem menschenverachtenden System der nationalsozialistischen Gewaltherrschaft.“

Nahezu unbeachtet im öffentlichen Diskurs blieb, dass Bundeskanzler Kohl schon 14 Tage zuvor, am 21. April 1985, in einer im Fernsehen live übertragenen Rede zum 40. Jahrestag der Befreiung des Konzentrationslagers Bergen-Belsen festgestellt hatte:

„Der Zusammenbruch der NS-Diktatur am 8. Mai 1945 wurde für die Deutschen ein Tag der Befreiung.“

In Weizsäckers Amtszeit als Bundespräsident fiel die deutsche Wiedervereinigung, wodurch er zum ersten Bundespräsidenten des vereinten Deutschlands wurde. Er trat für ein behutsames Überwinden der Teilung von Ost und West ein und mahnte in seiner Rede zur Wiedervereinigung am 3. Oktober 1990: „Sich zu vereinen, heißt teilen lernen.“
In der Zeit übte Weizsäcker 1992 schwere Kritik an den deutschen Parteien. Er kritisierte, dass sich deren Einfluss auf die gesamte Gesellschaft ausgeweitet habe. Sie seien längst zu einem sechsten Verfassungsorgan geworden, aber im Gegensatz zu den anderen keiner Kontrolle unterworfen. Weiterhin führte er aus, dass das vorrangige Ziel der Parteien sei, die nächste Wahl zu gewinnen und nicht langfristig Probleme dieses Landes zu lösen. Sie nähmen temporäre Stimmungen im Volk in ihr Parteiprogramm auf, um bei der nächsten Bundestagswahl möglichst viele Stimmen zu erhalten. Diese Einschätzung blieb nicht unwidersprochen. Gunter Hofmann stellte in seinem Sammelband Die Kontroverse. Weizsäckers Parteienkritik in der Diskussion unterschiedliche Stellungnahmen gegenüber. 2017 äußerte ein Leitartikel der Frankfurter Rundschau, Weizsäcker habe eine „besondere, frühe Form eines arroganten Populismus gepflegt“. Altkanzler Kohl sagte 2002 in einem Zeitzeugen-Interview für die Dissertation von Jens Peter Paul, Weizsäcker sei „einer der größten Anpasser in der Geschichte der Republik“.
Weizsäcker hatte als Bundespräsident dienstlichen Kontakt zu dem DDR-Rechtsanwalt Wolfgang Vogel, dem bilateral beauftragten und bezahlten Organisator des Freikaufs von Häftlingen und Ausreisewilligen, der 1992 als Geheimer Mitarbeiter des Ministeriums für Staatssicherheit enttarnt wurde. Diesen Kontakt zu Rechtsanwalt Vogel nutzte Weizsäcker 1987, um seiner Tochter Beatrice für deren Doktorarbeit drei Leitfadeninterviews mit dem DDR-Wissenschaftler Joachim Misselwitz von der Akademie für Staats- und Rechtswissenschaft der DDR zu ermöglichen. Der Spiegel thematisierte diesen Vorgang am 17. Januar 1993 und kritisierte insbesondere die Verletzung der universitären Chancengleichheit zu Gunsten der Weizsäcker-Tochter. Richard von Weizsäcker selbst bedankte sich bei Vogel am 11. Mai 1988 auf dem Briefpapier der Villa Hammerschmidt für die „fürsorgliche Betreuung“ seiner Tochter. Die Berliner Morgenpost bedauerte, dass „der sonst so stilsichere Bundespräsident in einer persönlichen Angelegenheit von seiner geraden Linie abgewichen ist“. Nachdem Vogel am 13. März 1992 wegen des Verdachts der Erpressung und Nötigung ausreisewilliger Mandanten festgenommen und später angeklagt worden war, nahm Richard von Weizsäcker ihn als „unentbehrlichen Geschäftspartner“ aller Bundesregierungen energisch in Schutz. Weizsäcker äußerte, ein Staatsanwalt, der Rechtsanwalt Vogel als „Menschenhändler“ bezeichne, wisse gar nicht, wovon er spreche.
Weizsäcker wurde am 2. Dezember 1993 in Hamburg von dem ehemaligen Gewichtheber Horst Günter Roersch tätlich angegriffen; ein Faustschlag ins Gesicht verursachte eine Platzwunde an der Lippe. Roersch begründete seine Gewalttat damit, dass er die Gerichtsöffentlichkeit gesucht habe, um auf Weizsäckers Mitverantwortung für die Dioxinproduktion des Boehringer-Konzerns hinzuweisen.
Infolge des Beschlusses zur Verlegung des Parlaments- und Regierungssitzes von 1991 verlegte Weizsäcker im Januar 1994 den ersten Amtssitz des Bundespräsidenten von der Villa Hammerschmidt in Bonn in das Schloss Bellevue in Berlin. Damit war der Bundespräsident das erste Verfassungsorgan, das nach Berlin zog. Die Villa Hammerschmidt ist seitdem der zweite Amtssitz des Bundespräsidenten. Das Bundespräsidialamt zog 1998 nach Berlin.
Weizsäckers zweite Amtszeit endete am 30. Juni 1994. Sein Nachfolger als Bundespräsident wurde Roman Herzog.

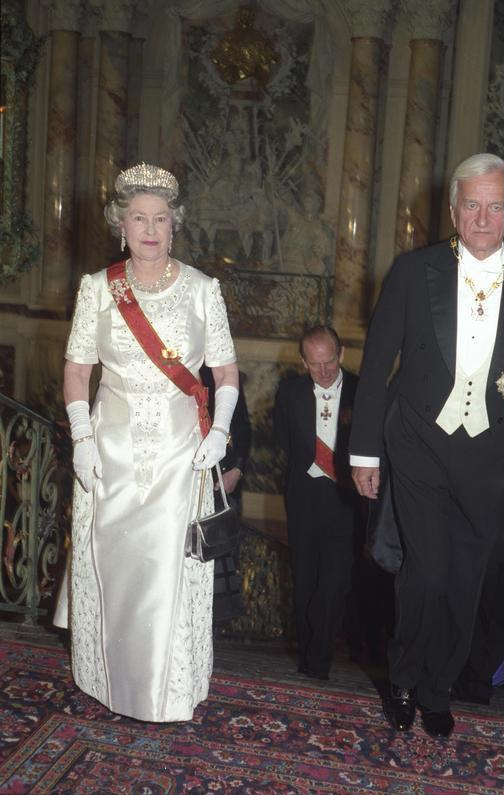
Britische Königin Elisabeth II. 1992 in Brühl
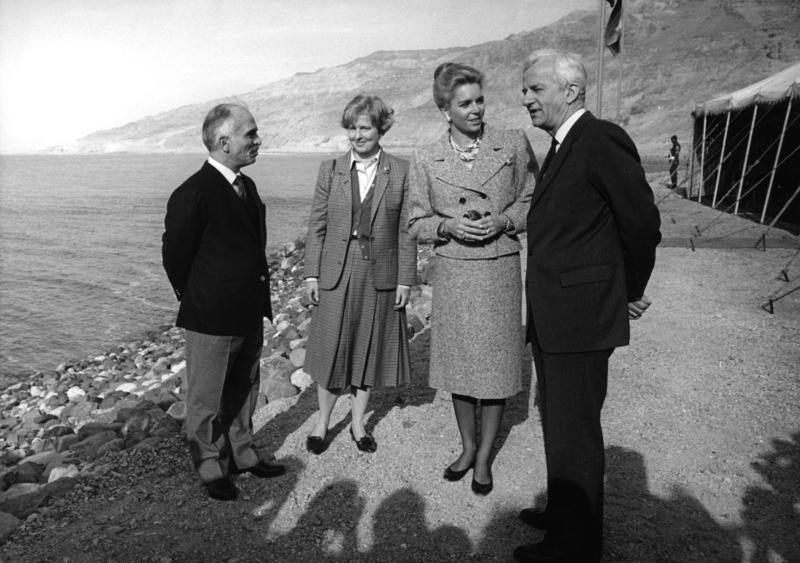
Staatsbesuch in Jordanien 1985: König Hussein bin Talal, Marianne von Weizsäcker, Königin Nūr, Bundespräsident Richard von Weizsäcker
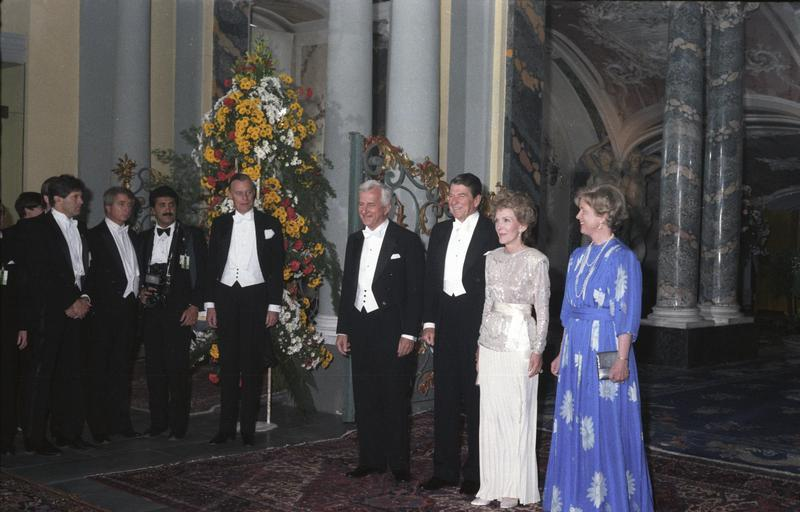
6. Mai 1985: Ronald Reagan auf Staatsbesuch in Deutschland
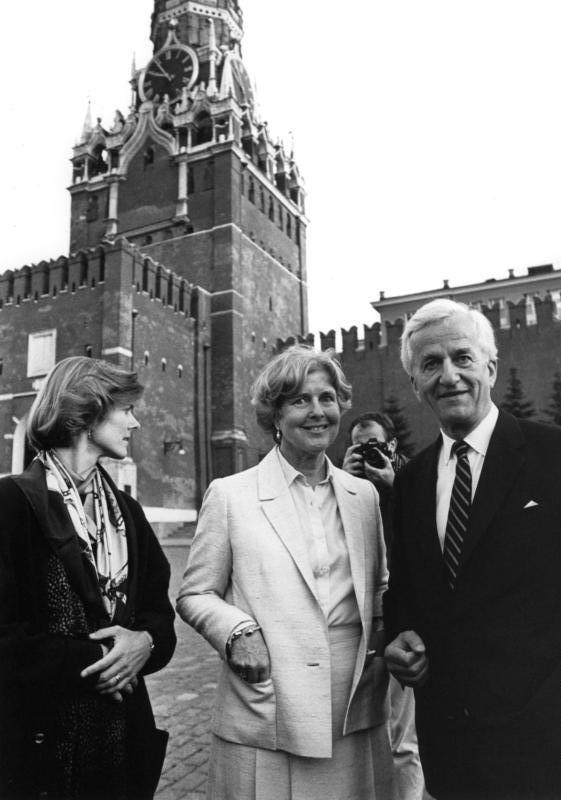
1987: Besuch von Bundespräsident von Weizsäcker in der Sowjetunion
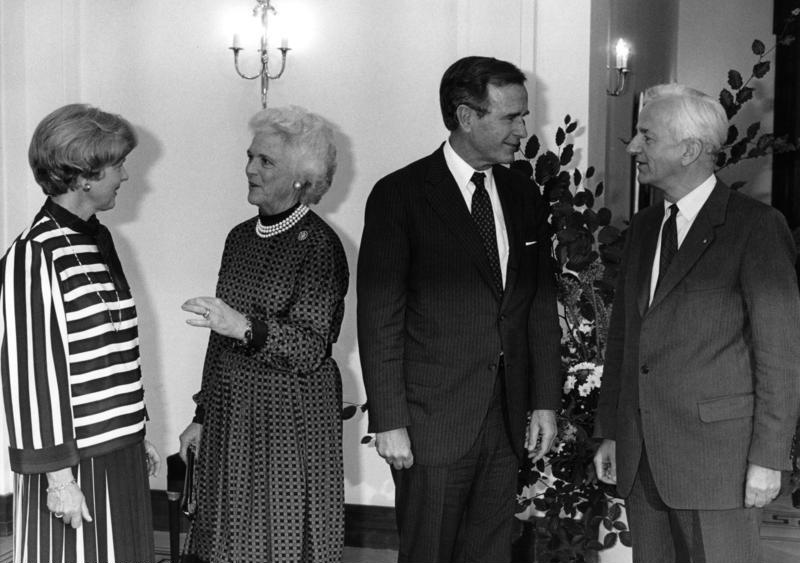
Bundespräsident von Weizsäcker 1985 in Bonn mit US-Vizepräsident Bush

### Gesellschaftliches Engagement

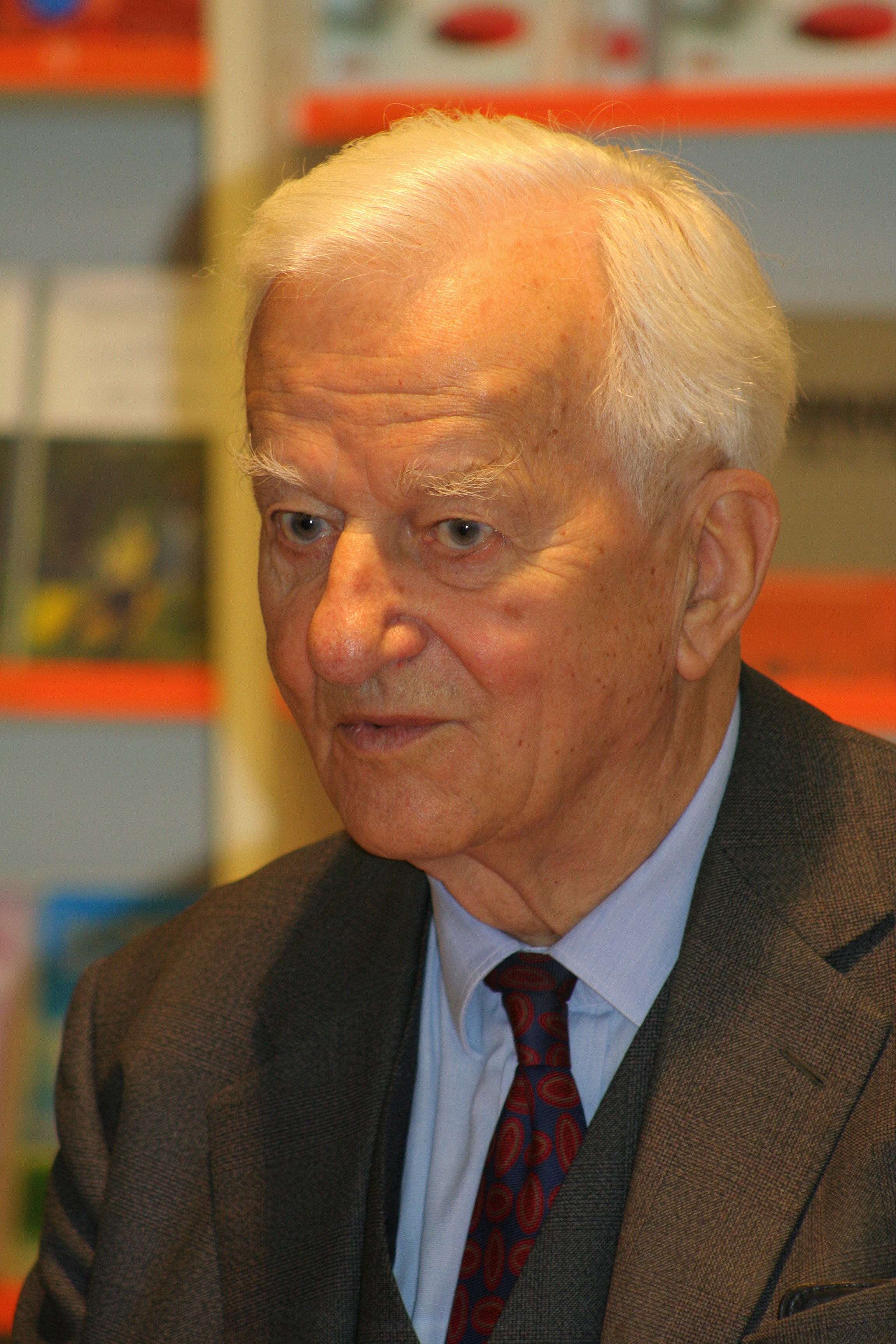
Richard von Weizsäcker, 2009

Von 1964 bis 1970 und von 1979 bis 1981 amtierte er als Präsident des Deutschen Evangelischen Kirchentags, von 1967 bis 1984 gehörte er außerdem der Synode und dem Rat der Evangelischen Kirche in Deutschland an.
Richard von Weizsäcker war seit den 1960er Jahren im 1956 gegründeten Förderkreis der Odenwaldschule e. V. tätig, bis 2. August 1984 auch in dessen Vorstand.
1988 gab Richard von Weizsäcker als amtierender Bundespräsident sein Einverständnis, dass ein Schulzentrum in Bolivien nach ihm benannt werden durfte: die von Frank Weber gegründete Modellschule in Cochabamba, die als Privatschule kostenfreie Schulausbildung für sozial benachteiligten Familien ermöglicht. Er war Schirmherr des Richard-von-Weizsäcker-Berufskollegs in Lüdinghausen, Dülmen, Paderborn und Büren.
Richard von Weizsäcker gehörte von 1973 bis 1997 dem Kuratorium der Robert-Bosch-Stiftung an. 1994 wurde er Vorsitzender des Bergedorfer Gesprächskreises der Körber-Stiftung und des Kuratoriums der Theodor-Heuss-Stiftung. Ab 2002 gehörte er außerdem dem Kuratorium des Hannah-Arendt-Zentrums (Universität Oldenburg) an und war seitdem daneben auch Schirmherr der Initiative Perspektive Deutschland, Aktion Deutschland Hilft e. V. Er war Kuratoriumsmitglied der Initiative A Soul for Europe. Viele Jahre lang war Weizsäcker ein Unterstützer der Freya von Moltke Stiftung und engagierte sich für das Neue Kreisau.
Ab 1993 leitete er als Co-Präsident gemeinsam mit dem ehemaligen pakistanischen Premierminister Moeen Qureshi eine vom damaligen UN-Generalsekretär Boutros Boutros-Ghali einberufene Kommission zur Neuorganisation der Vereinten Nationen. 1995 war die Zahl der Mitglieder dieser Kommission auf neun angewachsen, darunter die Kenianerin Wangari Maathai, später (2004) Preisträgerin des Friedensnobelpreises.
Von 1995 bis 2000 gehörte er der Jury zur Verleihung des Internationalen Nürnberger Menschenrechtspreises an. Sein Nachfolger wurde Roman Herzog.
Von Mai 1999 bis Mai 2000 war er Vorsitzender der Kommission Gemeinsame Sicherheit und Zukunft der Bundeswehr.
Seit 2003 war von Weizsäcker Mitglied der Beratenden Kommission im Zusammenhang mit der Rückgabe NS-verfolgungsbedingt entzogenen Kulturguts, insbesondere aus jüdischem Besitz („Limbach-Kommission“).
2008 übernahm Richard von Weizsäcker die Namenspatenschaft des Phi-Delta-Phi-Inns an der Universität Tübingen.
Weizsäcker war Mitglied der Jury der Marion-Dönhoff-Stiftung, Mitglied des Club of Rome und außerdem neben dem ehemaligen UN-Generalsekretär Kofi Annan und anderen Persönlichkeiten im Beirat der Berliner Humboldt-Viadrina School of Governance.
Weizsäcker gehörte zu den Begründern des „Fördervereins Dom zu Brandenburg e. V.“ und war Pate des Schönberger Musiksommers. Er war Gründungsschirmherr und ab 1994 Mitglied im Senat der von Helmut Schmidt und Kurt Biedenkopf gegründeten Deutschen Nationalstiftung.
Weizsäcker war von 2003 bis 2013 Schirmherr von Aktion Deutschland Hilft e. V., einem Bündnis deutscher Hilfsorganisationen, die im Bereich der internationalen Katastrophenhilfe tätig sind. Sein Nachfolger wurde Horst Köhler.
Weizsäcker war das einzige Ehrenmitglied des deutsch-amerikanischen Vereins Atlantik-Brücke, 1974 Gründungs- und ehemaliges Vorstandsmitglied der deutschen Vertretung der Denkfabrik Aspen Institute, Gründungsmitglied der US-amerikanischen Institution American Academy in Berlin, Ehrenmitglied des Netzwerks für Außenpolitik DGAP und Präsident im European Leadership Network (ELN). Die Deutsch-Britische Gesellschaft ernannte Weizsäcker wegen seines Engagements für die deutsch-britischen Beziehungen zu ihrem Ehrenpräsidenten.

### Tod
Richard von Weizsäcker starb am 31. Januar 2015 im Alter von 94 Jahren in Berlin-Dahlem. Am 11. Februar 2015 fand ein Staatsakt im Berliner Dom statt, bei dem Bundespräsident Joachim Gauck eine Ansprache hielt.
Anschließend wurde Weizsäcker auf dem Waldfriedhof Dahlem beigesetzt.

## Ehrungen
- 1941 Eisernes Kreuz II. Klasse
- 1944 Eisernes Kreuz I. Klasse
- 1975 Großes Bundesverdienstkreuz

Weizsäckers Wappen als Ritter des schwedischen Seraphinen-Ordens

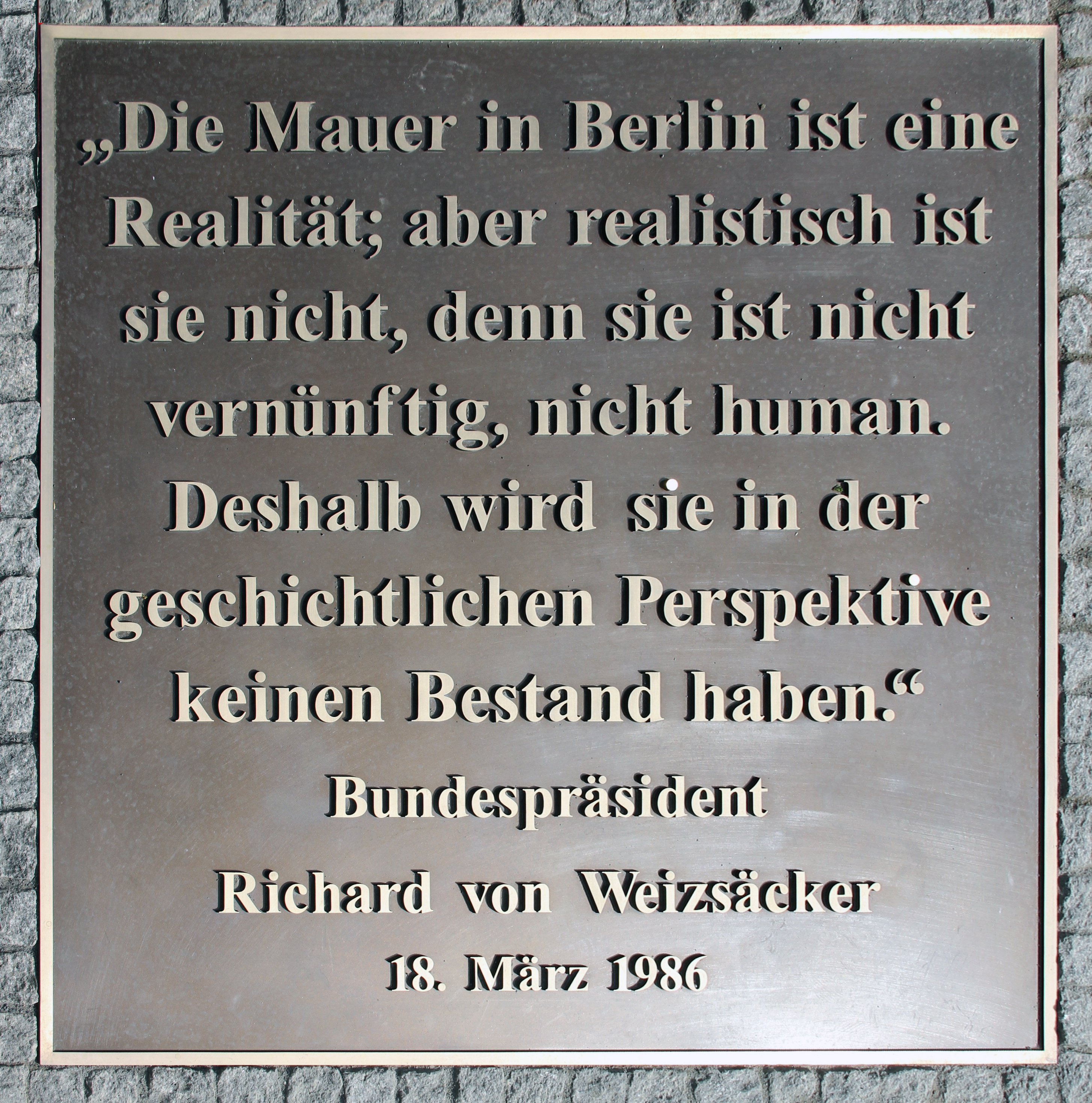
Gedenktafel am Haus Axel-Springer-Straße 65, in Berlin-Kreuzberg

- 1980 Großes Bundesverdienstkreuz mit Stern
- 1982 Schärfste Klinge der Stadt Solingen
- 1983 Senator der Max-Planck-Gesellschaft; Theodor-Heuss-Preis
- 1984 Ehrenmitglied des Vereins für die Geschichte Berlins[98]
- 1984 Sonderstufe des Großkreuzes des Verdienstordens der Bundesrepublik Deutschland (Als Amtsinsignie zum Antritt des Bundespräsidentenamtes)
- 1985 Collane des Finnischen Ordens der Weißen Rose
- 1986 Rhetorik-Preis; Großkreuz mit Großer Ordenskette des Verdienstordens der Italienischen Republik
- 1987 Orden vom Quetzal
- 1987 Orden „Antonio José de Irisarri“ von Guatemala
- Ritter Großkreuz im Orden vom Niederländischen Löwen
- 1987 Goldene Kamera; Romano-Guardini-Preis; Atatürk-Friedenspreis; Deutsches Sportabzeichen in Gold
- 1988 Ehrenring des deutschen Handwerks
- 1988 Ritter des Nassauischen Hausordens vom Goldenen Löwen[99]
- 1988 Falkenorden
- 1988 Ritter des Schwedischen Seraphinen-Ordens[100]
- 1989 Ritter des dänischen Elefanten-Ordens
- 1989 Collane des Ordens des Infanten Dom Henrique (Portugal)
- 1989 Ehrenbürger von Bonn
- 1990 Harnack-Medaille der Max-Planck-Gesellschaft; Geuzenpenning der niederländischen „Stiftung Geuzen-Widerstand 40–45“; Ehrenbürger von Stuttgart; Ehrenbürger von Berlin
- 1991 Goldmedaille der jüdischen Loge B’nai B’rith für besondere Verdienste; Heinrich-Heine-Preis der Stadt Düsseldorf
- 1992 Königlich-Viktorianische Ordenskette
- 1992 Nansen-Flüchtlingspreis
- 1993 Heinz-Galinski-Preis
- 1994 Großkreuz des Verdienstordens der Republik Polen; Augsburger Friedenspreis; Leo-Baeck-Preis, Olympischer Orden
- 1995 Premi Internacional Catalunya zusammen mit Vaclav Havel
- 1995 Großkreuz des Verdienstordens der Republik Ungarn
- 1995 Deutscher Staatsbürgerpreis; Buber-Rosenzweig-Medaille; Verdienstmedaille des Landes Baden-Württemberg
- 1995 Benennung des Schulzentrums Richard-von-Weizsäcker-Schule in Ottbergen
- 1995 Benennung des Progymnasiums (heute Gymnasium) Richard-von-Weizsäcker-Gymnasium in Baiersbronn
- 1995 Ehrenbürger der Universität Stuttgart[101]
- 1996 Kunstpreis zur deutsch-tschechischen Verständigung
- 1996 Preis der Ludwig-Wünsche-Stiftung
- 1997 Ehrenbürger von Danzig
- 1997 Benennung des Richard-von-Weizsäcker Berufskollegs in Paderborn
- 1998 Benennung des Richard-von-Weizsäcker Berufskollegs in Lüdinghausen und Dülmen
- 1998 Benennung des Richard-von-Weizsäcker-Gymnasiums (seit 2000 Europagymnasium) in Thale/Harz
- 1998 Humanismus-Preis des Deutschen Altphilologenverbands (Heidelberg)
- 2000 Dr.-Leopold-Lucas-Preis (Universität Tübingen); VdK-Preis
- 2001 Dr.-Sieghardt-von-Köckritz-Preis (Deutsche Stiftung Denkmalschutz)
- 2003 Erich-Kästner-Preis des Presseclubs Dresden e. V.
- 2003 Johann-Heinrich-Voß-Preis für Literatur und Politik
- 2003 Martin-Buber-Plakette
- 2003 Großkreuz mit Halskette des tschechischen Ordens des Weißen Löwen
- 2005 Mercator-Professur an der Universität Duisburg-Essen
- 2005 Kaiser-Otto-Preis der Stadt Magdeburg
- 2006 Umbenennung der Haus- und Landwirtschaftlichen Schule Öhringen in Richard-von-Weizsäcker-Schule Öhringen
- 2006 Richard-von-Weizsäcker-Journalistenpreis der Unionhilfswerk-Stiftung
- 2008 „Four Freedoms Award“, Roosevelt-Stiftung Niederlande, Stadt Middelburg
- 2008 Namensgeber des „Phi Delta Phi Richard von Weizsäcker Inn Tübingen e. V.“[102]
- 2009 „Förderer des Buches“, Börsenverein des Deutschen Buchhandels
- 2009 Corine – Internationaler Buchpreis für Der Weg zur Einheit
- 2009 Martin-Luther-Medaille für besondere Verdienste um den deutschen Protestantismus
- 2009 Henry A. Kissinger Preis der American Academy in Berlin
- 2010 Richard-Merton-Ehrennadel des Stifterverbands für die Deutsche Wissenschaft[103]
- 2010 Deutsche Nationalstiftung benennt den früheren Förderpreis ihres Gründungsschirmherrn und Ehrensenators in Richard-von-Weizsäcker-Preis um
- 2011 Mann des Jahres, von der polnischen Zeitung Gazeta Wyborcza[104]
- 2012 Preis für Verständigung und Toleranz des Jüdischen Museums Berlin
- 2012 Preis der Deutschen Gesellschaft e. V. für Verdienste um die deutsche und europäische Verständigung[105]
- 2013 Internationaler Mendelssohn-Preis zu Leipzig (Kategorie Gesellschaftliches Engagement)
- 2014 Eric-M.-Warburg-Preis der Atlantik-Brücke[106]
- 2015 (postum) Staatsakt im Berliner Dom[96]
- Ehrengrab der Stadt Berlin auf dem Waldfriedhof Dahlem
- 2020 Anlässlich seines 100. Geburtstags gab die Deutsche Post am 2. April eine Sonderbriefmarke zu 80 Eurocent mit dem Porträt Richard von Weizsäckers und dem Zitat „Seiner eigenen Würde gibt Ausdruck, wer die Würde anderer Menschen respektiert“ heraus.
- 2021 wurde die Umbenennung des „Kaiser-Wilhelm-Platzes“ in Berlin-Schöneberg in Richard-von-Weizsäcker-Platz beschlossen[107] und umgesetzt.[108]

Sein Eisernes Kreuz I. Klasse trug der Bundespräsident während seiner Amtszeit offiziell nicht.
Ehrendoktorwürden
- 1984 Grenoble; New York (School of Social Research)
- 1985 Weizmann-Institut für Wissenschaften (Rechowot/Israel)
- 1986 Katholieke Universiteit Leuven
- 1986 Istanbul
- 1987 Sucre (Bolivien); Harvard (Cambridge/USA); Georg-August-Universität Göttingen[109]
- 1988 Nigeria; Oxford; Sofia
- 1990 Malta
- 1991 Erasmus Universiteit Rotterdam; Madras; Pavia
- 1993 Baltimore; Danzig
- 1994 University of Cambridge
- 1995 Universität Uppsala
- 1996 Karls-Universität Prag (Rechtswissenschaften)
- 2005 Waseda-Universität (Tokio)

## Schriften
- Der faktische Verein; Diss. vom 15.08.1955; vervielfältigtes Typoskript; 102 Blätter; Göttingen 1955.
- Von Deutschland aus – Reden des Bundespräsidenten. Siedler, Berlin 1985, ISBN 3-88680-173-X.
- Von Deutschland nach Europa. Die bewegende Kraft der Geschichte. Siedler, Berlin 1991, ISBN 3-88680-378-3; als Taschenbuch: Goldmann, München 1993, ISBN 3-442-12843-9.
- Richard von Weizsäcker im Gespräch mit Gunter Hofmann und Werner A. Perger. Eichborn, Frankfurt am Main 1992, ISBN 3-8218-1160-9 (Gespräch zur Ortsbestimmung deutscher Politik nach dem politischen Wandel in Osteuropa mit zwei ZEIT-Redakteuren).
- Vier Zeiten. Erinnerungen. Siedler, Berlin 1997, ISBN 3-88680-556-5.
- Drei Mal Stunde Null? 1949–1969–1989. Siedler, Berlin 2001, ISBN 3-88680-732-0.
- Was für eine Welt wollen wir? Richard von Weizsäcker im Gespräch mit Jan Roß. Rowohlt, Berlin 2005, ISBN 3-87134-524-5.
- Richard von Weizsäcker: Alles steht und fällt mit dem politischen Willen der Mitglieder. In: Humboldt Forum Recht.
- Die Deutschen und ihre Nachbarn. (12 Bände), hrsg. zusammen mit Helmut Schmidt, Beck, München 2008/2009, ISBN 978-3-406-90275-8.
- Der Weg zur Einheit. Beck, München 2009, ISBN 978-3-406-59287-4.

## Filme
- Richard von Weizsäcker. Produktion im Auftrag des NDR. Gezeigt in Tagesschau 24 am 18. April 2015, 20:15 – 21:47 Uhr. (Lebensstationen: Zweiter Weltkrieg, Privatwirtschaft, Regierender Bürgermeister von Berlin, Bundespräsident).
- Richard von Weizsäcker – Für immer Präsident:[110] TV-Porträt zum 90. Geburtstag, von Sandra Maischberger und Jan Kerhart, 2010.[111]
- Richard von Weizsäcker im Gespräch mit Thomas Grimm. Zeitzeugen-TV. 45 min. 1997.
- Richard von Weizsäcker im Gedächtnis der Nation auf YouTube